# 赛夫丁纳苏迪安
拿督斯里赛夫丁纳苏迪安·本·依斯迈（1963年12月7日—），马来西亚政治人物，希望联盟总秘书，现任马来西亚内政部长，以及马来西亚上议员。曾任马来西亚国内贸易及消费人事务部长（2018年至2020年）、吉打州居林-万拉峇鲁国会议员（2018年至2022年）、槟城州立法议会班台惹查州议员（2018年至2023年），以及人民公正党总秘书。

## 政治生涯
2022年12月3日，赛夫丁被委任为马来西亚内政部长。他在上任后公开首相安华·依布拉欣组建政府过程，并指公正党在大选前已开始谈判，同时也因与国阵领袖是多年好友，因此谈判过程顺利。

## 争议事件

### 否认移民局虐待扣留者
2022年12月9日，赛夫丁出席移民局汇报会后，针对网上流传一支有关宣称是金马尼士扣留中心被扣者的瘦弱男子求助视频与照片，驳斥了被扣者遭虐待的指责。他说，媒体不应渲染金马尼士扣留中心被扣者的课题，因作出有偏见的报导是不公平的。赛夫丁否认移民局虐待扣留者的言论引起捍卫自由律师团的不满，斥责他未经彻查就否认这些严重控诉，有违良好施政原则。

### 对于SOSMA立场
2022年12月13日，虽然人权组织和民间重申废除2012年国家安全罪行（特别措施）法令（SOSMA）的要求，但赛夫丁表示无意检讨有关法令。他辩称该法令已纳入法庭程序，只允许扣留28天，之后则须释放或提控上庭。尽管他一再断言，该法令仅允许扣留28天，惟现实案例却并非如此。该辩称引发各方批评。民主行动党白沙罗区国会议员哥宾星敦促赛夫丁应对此重新考量，并称希盟过去的立场为反对SOSMA。尽管如此，赛夫丁于12月15日受询时坚持政府必须保留SOSMA，以应对有组织犯罪的案件。
2023年2月16日，赛夫丁再次强调，SOSMA将得到加强，因为这条法律仍然与维护国家安全相关。大马反死刑和虐待组织（MADPET）要求政府撤除赛夫丁的内政部长职务，并指马来西亚需要的是一个会尊重人权并维护正义的内长。

### 迟到争议
2023年1月5日，赛夫丁迟到3小时抵达记者会，引起媒体人员申诉。他事后在推特发文道歉。
2023年7月3日，赛夫丁应邀到志愿警卫局位于吉打州武吉士南卯的北区训练中心，出席2023年51周年庆典活动。该活动于9时开始，嘉宾于9时30分陆续到场，部长则原定于10时到场，惟赛夫丁却迟至约11时12分才到场。7名警卫因无法忍受超过2小时的高温，陆续晕倒在检阅场上。赛夫丁随后在新闻发布会上表示：“这很正常，在国庆日、警察日也经常发生类似事件。”但他并未解释迟到原因。

### 1984年印刷和出版法令
2023年4月12日，赛夫丁在国会下议院指出，政府不会草率地废除1984年印刷和出版法令，这项法令仍有实行的必要。他说，这项法令仍有作用，以确保公共和平，政府虽无意废除，但会持续进行研检讨，以符合当前需要。他的言论被指违反过去的竞选承诺和立场不一，引起各方批评。

### 搜查书店充公书籍惹议
2023年8月18日，内政部官员突袭搜查本地左翼作家本茨阿里（Benz Ali）的“人民书店”（Toko Buku Rakyat），并扣押罗宾斯莫尔（Robin Small）的著作《马克思：革命教育家》和本茨阿里的作品《自慰诗集》，因其内容含有共产主义宣言。与赛夫丁同党的公正党通讯主任李健聪对于内政部搜查并扣押人民书店的案件感到惊讶，并要内政部调查与解释扣查原因。马大新青年称政府此举无疑侵犯了联邦宪法第10(1)(a) 条文下保护的言论自由权，政府无权在不经过 《1984年印刷及出版法令》第 7(1) 条文所列举的程序情况下，充公任何认为不适当的出版物。人民书店老板本茨对此谴责内政部行为“野蛮”，违背烈火莫熄口号。赛夫丁解释称，该部是根据民众的举报才展开突击并充公书籍，并称若内容没违法将归还。
2023年11月23日，内政部管制及执行组突击位于八打灵再也的文运书坊（Gerak Budaya），扣查8本被指含有共产主义元素的书籍。赛夫丁表示，这属于内政部正常程序。

### 警局10点关篱笆门论
2024年7月9日，赛夫丁在国会宣布，基于此前柔佛州乌鲁地南警局夜袭事件，警察局的篱笆门会在晚上10时后关闭，以在民众报案和警员安全需求之间取得平衡。该宣布出来后引起许多争议。
内政部在当晚发文告强调赛夫丁所言只是针对“有风险”的警局，而且民众在“关门后”仍可到警局报案。部分媒体的报道已造成误会。警局不是完全关闭，而是关上篱笆门（pagar），民众依然可报案，不会有任何阻碍。另一方面，全国警察总长拉沙鲁丁也说，目前只有位于国内偏僻地点和郊区，并且只有两名警员站岗的警察局，才会实施警局晚上10点后关闭篱笆门的安全措施。赛夫丁在第二天否认发布晚上10点后关闭警察局的说词，并强调所谓的关闭令只是关闭警局外门（篱笆门），并非关闭整个警察局。

## 选举成绩
| 年份 | 选区                    | 候选人 | 候选人                   | 得票数 | 得票率 | 竞选对手                      | 竞选对手                    | 得票数 | 得票率 | 总票数 | 多数票 | 投票率 |
| ---- | ----------------------- | ------ | ------------------------ | ------ | ------ | ----------------------------- | --------------------------- | ------ | ------ | ------ | ------ | ------ |
| 1999 | 吉打 P017 巴东色海      |        | 赛夫丁纳苏迪安（公正党） | 18,023 | 38.53% |                               | 林美娇（马华公会）          | 27,395 | 58.56% | 46,778 | 9.372  | 72.75% |
| 2004 | 吉打 P017 巴东色海      |        | 赛夫丁纳苏迪安（公正党） | 15,953 | 37.78% |                               | 林美娇（马华公会）          | 26,269 | 62.22% | 43,307 | 10,316 | 80.31% |
| 2008 | 吉兰丹 P029 马樟        |        | 赛夫丁纳苏迪安（公正党） | 21,041 | 50.71% |                               | 沙兹米米雅（巫统）          | 19,581 | 47.19% | 51,372 | 1,460  | 86.74% |
| 2013 | 吉打 P018 居林-万拉峇鲁 |        | 赛夫丁纳苏迪安（公正党） | 24,911 | 47.42% |                               | 阿都阿兹·赛益法兹尔（巫统） | 26,782 | 50.98% | 52,766 | 1,871  | 86.63% |
| 2018 | 吉打 P018 居林-万拉峇鲁 |        | 赛夫丁纳苏迪安（公正党） | 23,159 | 42.62% |                               | 阿都阿兹·赛益法兹尔（巫统） | 18,299 | 33.67% | 55,390 | 4,860  | 83.18% |
| 2018 | 吉打 P018 居林-万拉峇鲁 |        | 赛夫丁纳苏迪安（公正党） | 23,159 | 42.62% | 阿都拉曼·阿都拉萨（伊斯兰党） | 12,885                      | 23.71% |        | 55,390 | 4,860  | 83.18% |
| 2022 | 吉打 P018 居林-万拉峇鲁 |        | 赛夫丁纳苏迪安（公正党） | 21,408 | 30.44% |                               | 罗斯兰哈欣（土著团结党）    | 34,469 | 49.00% | 71,616 | 13,061 | 79.40% |
| 2022 | 吉打 P018 居林-万拉峇鲁 |        | 赛夫丁纳苏迪安（公正党） | 21,408 | 30.44% | 穆哈胡先（巫统）              | 13,872                      | 19.72% |        | 71,616 | 13,061 | 79.40% |
| 2022 | 吉打 P018 居林-万拉峇鲁 |        | 赛夫丁纳苏迪安（公正党） | 21,408 | 30.44% | 尤斯里查尤索夫（民族阵线）    | 591                         | 0.84%  |        | 71,616 | 13,061 | 79.40% |

| 年份 | 选区     | 候选人 | 候选人                   | 得票数 | 得票率 | 竞选对手                  | 竞选对手                 | 得票数 | 得票率 | 总票数 | 多数票 | 投票率 |
| ---- | -------- | ------ | ------------------------ | ------ | ------ | ------------------------- | ------------------------ | ------ | ------ | ------ | ------ | ------ |
| 2000 | N34 鲁乃 |        | 赛夫丁纳苏迪安（公正党） | 10,511 | 50.66% |                           | S. Anthonysamy（国大党） | 9,981  | 48.10% | 20,746 | 530    | 77.58% |
| 2000 | N34 鲁乃 |        | 赛夫丁纳苏迪安（公正党） | 10,511 | 50.66% | N.Letchumanan（独立人士） | 50                       | 0.24%  |        | 20,746 | 530    | 77.58% |

| 年份 | 选区         | 候选人 | 候选人                   | 得票数 | 得票率 | 竞选对手               | 竞选对手         | 得票数 | 得票率 | 总票数 | 多数票 | 投票率 |
| ---- | ------------ | ------ | ------------------------ | ------ | ------ | ---------------------- | ---------------- | ------ | ------ | ------ | ------ | ------ |
| 2018 | N36 班台惹查 |        | 赛夫丁纳苏迪安（公正党） | 14,014 | 73.50% |                        | 胡栋强（民政党） | 3,298  | 17.30% | 19,315 | 10,716 | 81.70% |
| 2018 | N36 班台惹查 |        | 赛夫丁纳苏迪安（公正党） | 14,014 | 73.50% | 莫哈末法汉（伊斯兰党） | 1,670            | 8.80%  |        | 19,315 | 10,716 | 81.70% |
| 2018 | N36 班台惹查 |        | 赛夫丁纳苏迪安（公正党） | 14,014 | 73.50% | 严文隆（国民团结党）   | 97               | 0.40%  |        | 19,315 | 10,716 | 81.70% |

## 荣誉
- 马六甲：
  -  马六甲辉煌勋章（DGSM）－拿督斯里（2018年）[43]